# Mayridia borkovicensis
Mayridia borkovicensis är en stekelart som först beskrevs av Hoffer 1957.  Mayridia borkovicensis ingår i släktet Mayridia och familjen sköldlussteklar. Inga underarter finns listade i Catalogue of Life.